# Yūichi Kumakura
熊倉・裕一
Œuvres principales
Première œuvre : Soukenden
Autres ouvrages :
- King of Bandit Jing

Yūichi Kumakura (熊倉・裕 一, Kumakura Yūichi) est un mangaka japonais né en 1971 dans la préfecture de Niigata, au Japon.
Il est principalement connu pour son manga adapté en série d'animation King of Bandit Jing.

## Œuvre
- King of Bandit Jing

## Sources